# Szamdzsijon
Szamdzsijon (hangul: 삼지연시, Szamdzsijon-si, handzsa: 三池淵市, RR: Samjiyŏn-si, ’három tó’) egy város Észak-Koreában, Rjanggang (Ryanggang) tartományban.
1961-ben alapították, 2019. december 10-én kapott városi rangot.

## Földrajza
Éves átlag csapadékmennyiség 800 mm. Domborzata és tengerszint feletti magassága miatt télen gyakori a -19 °C is.
Legmagasabb pontjai:
- Csongilbong (Chŏngilbong) (정일봉; 1798 m)
- Tejondzsibong (Taeyŏnjibong) (태연지봉; 2358 m)
- Szojondzsibong (Soyŏnjibong) (소연지봉; 2114 m)
- Kanbekszan (Kanbaeksan) (간백산; 2162 m)
- Szobekszan (Sobaeksan) (소백산; 2171 m)
- Pukphotheszan (Pukp'ot'aesan) (북포태산; 2288 m)
- Sszangdubong (Ssangdubong) (쌍두봉; 1532 m)
- Kanszabong (Kansabong) (간삼봉; 1431 m)
- Mubong (Mubong) (무봉; 1318 m)
- Szamphoszan (Samp'osan) (삼포산; 1502 m)
- Cshongbong (Ch'ŏngbong) (청봉; 1456 m)
- Namphotheszan (Namp'ot'aesan) (남포태산; 2433 m)

## Közigazgatása

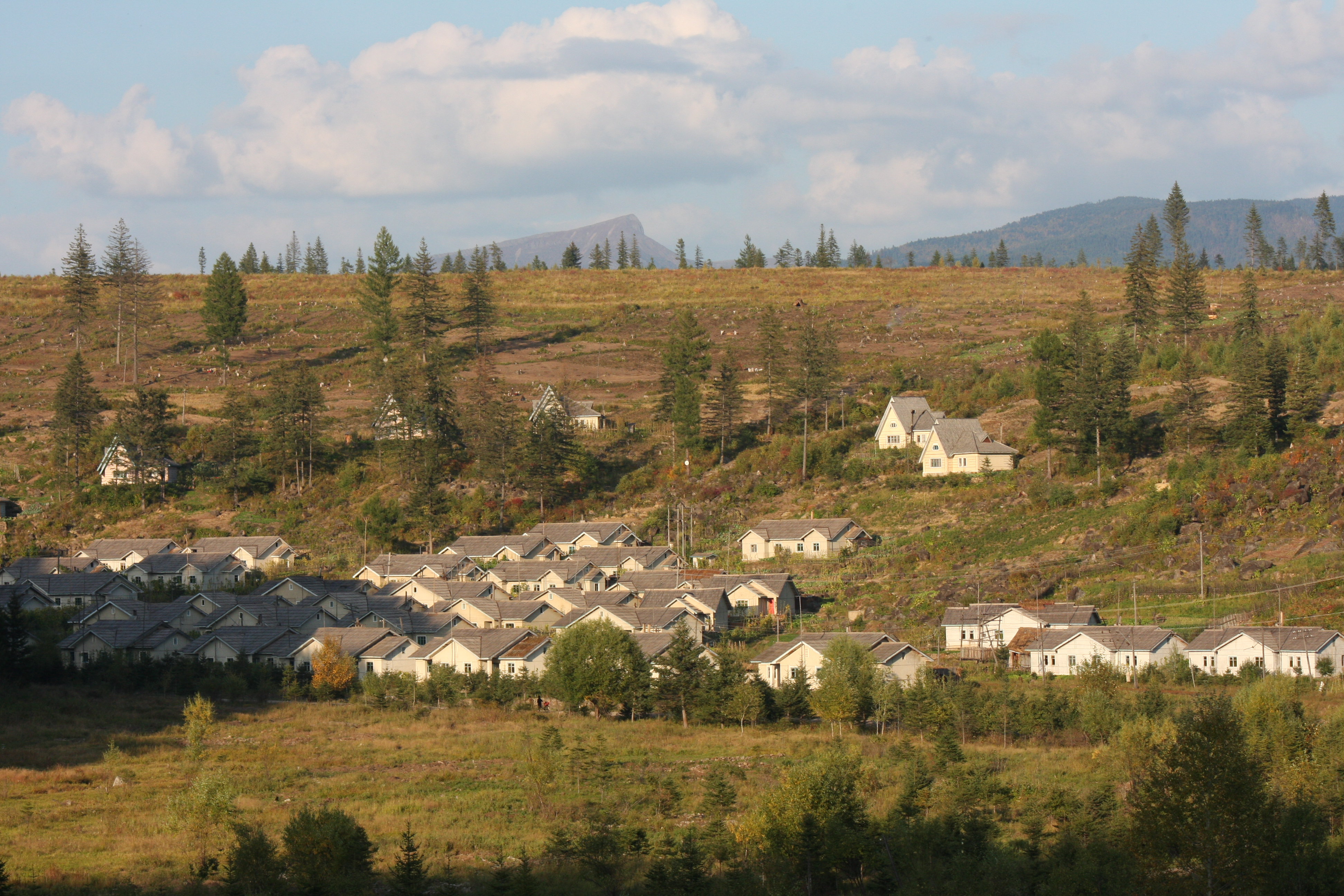
Rimjongszu-tong (Rimyŏngsu-tong) látképe

Szamdzsijon (Samjiyŏn) város 10 tong (tong)ból és 4 munkásnegyedből (rodongdzsagu (rodongjagu)) áll. 2019 decemberében kisebb közigazgatási átszervezésen esett át.
| - Kvangmjongszong-tong (광명성동; 光明星洞, Kwangmyŏngsŏng-tong) - Pegebong-tong (베개봉동; 베개峰洞, Pegaebong-tong) - Ponnamu-tong (봇나무동; 봇나무洞, Potnamu-tong) - Ikkal-tong (이깔동; 이깔洞, Ikkal-tong) - Pektuszanmirjong-tong (Paektusanmilyŏng-tong) (백두산밀영동; 白頭山密營洞) - Rimjongszu-tong (리명수동; 鯉明水洞, Rimyŏngsu-tong) - Ohomuldong-tong (오호물동동; 五號물洞洞, Ohomuldong-tong) | - Sinmuszong-tong (신무성동; 新武城洞, Sinmusŏng-tong) - Phothe-tong (포태동; 胞胎洞, P'ot'ae-tong) - Mubong-tong (무봉동; 茂峯洞, Mubong-tong) - Hunggjeszu-rodongdzsagu (흥계수로동자구; 興溪水勞動者區, Hŭnggyesu-rodongjagu) - Csunghung-rodongdzsagu (중흥로동자구; 中興勞動者區, Chunghŭng-rodongjagu) - Poszo-rodongdzsagu (보서로동자구; 宝西勞動者區, Posŏ-rodongjagu) - Thongnam-rodongdzsagu (통남로동자구; 通南勞動者區, T'ongnam-rodongjagu) |

## Gazdaság
Szamdzsijon (Samjiyŏn) fő gazdasági szektora az erdőgazdálkodás. Fűrésztelepek, és bútorgyárak találhatóak itt. Továbbá szuveníreket, édességeket, szójaszószt és miszó (misó)t.
A város nemzeti szinten híres hamvas áfonyájáról, és szeszesitalairól.

## Oktatás
Szamdzsijon (Samjiyŏn)ban egy erdőgazdálkodási főiskola, 13 középiskola, 17 általános iskola, 5 kulturális központ, számos könyvtár, műjégpálya, tornaterem, és sípálya is található.

## Közlekedés
Megközelíthető közutakon, illetve a Szamdzsijon (Samjiyŏn) vasútvonalon, Hjeszan (Hyesan) városától.